# Nya Zeelands herrlandslag i volleyboll
Nya Zeelands herrlandslag i volleyboll (engelska: New Zealand men's national volleyball team) representerar Nya Zeeland i volleyboll på herrsidan. Laget slutade på tionde plats vid asiatiska mästerskapet 1975.

### Fotnoter
1. ↑  Todor Krastev (19 mars 1975). ”Men Volleyball I Asian Championship 1975 Melbourne (AUS) - 17-28.08 Winner Japan” (på engelska). Sport Statistics. Arkiverad från originalet den 29 juni 2015. https://web.archive.org/web/20150629021942/http://todor66.com/volleyball/Asia/Men_1975.html. Läst 28 juni 2015.